# Reial Madrid Club de Futbol C
|  | Aquest article tracta sobre el segon equip filial del Reial Madrid CF, desaparegut el 2015. |

El Reial Madrid Club de Fútbol C (fins al 1990 conegut com a Real Madrid Aficionados i des d'aquest any més conegut com a Reial Madrid C) va ser el segon equip filial del Reial Madrid CF. Va desaparèixer en finalitzar la temporada 2014-15.

## Dades de l'equip
- Debut a Segona Divisió B: 1993-94
- Millor posició a la lliga: 5è (Segona divisió B temporada 2012-13)
- Pitjor posició a la lliga: 14t (Tercera divisió temporada: 2003-04)

## Palmarès
- Tercera divisió (5): 1984-85, 1990-91, 1991-92, 1998-99, 2005-06
- Campionat d'Espanya Amateur (8): 1959-60, 1961-62, 1962-63, 1963-64, 1964-65, 1965-66, 1966-67, 1969-70